# Al-Váthik
Abū Jaʿfar Hārūn ibn Muḥammad (17. července 812 – 10. srpna 847), známější pod svým čestným (lagab) jménem al-Váthik bi-llah (Ten, který důvěřuje v Boha) byl devátý chalífa z dynastie Abbásovců vládnoucí v létech 842–847.
Narodil se na pouti do Mekky roku 812 (jiné zdroje uvádějí rok 811 nebo 813) jako syn chalífy Al-Mu’tasima a byzantské otrokyně Karathis (byl vnukem Hárúna ar-Rašída). Ujal se vlády po smrti svého otce, ale ta se ničím zvláštním nevyznačovala. Mezi hlavní události jeho vlády patřilo potlačení beduínského povstání v Hidžázu v roce 845 a neúspěšný pokus o jeho svržení v Bagdádu v roce 846 vyvolaný jeho upřednostňováním Turků ve správě říše. Konflikt s Byzantskou říší pokračoval a chalífát dokonce dosáhl významného vítězství, ale po příměří v roce 845 válka na šest let přestala. Výsledkem tohoto příměří byla ale velká výměna válečných zajatců a domů se tehdy vrátilo více než 4300 muslimů.
Byl střední výšky, pohledný a dobře stavěný, ale jeho levé oko bylo paralyzováno. Zemřel nečekaně na následky přehřátí při léčení vodnatelnosti. Jeho věk se k tomuto datu uvádí 34 až 36 let. Novým chalífou se měl stát jeho syn Muhammad (pozdější chalífa al-Muhtadí), ale úřednická rada si vybrala al-Váthikova bratra al-Mutavakkila.
Al-Váthik je hodnocen jako chalífa, který neměl vlohy velkého vládce a který zanechal tak malou stopu v historii své doby, že je nemožné vytvořit si jasnou představu o jeho osobnosti. Toho využil anglický spisovatel William Thomas Beckford, když jej učinil hlavním hrdinou svého hrůzostrašného gotického románu Vathek z roku 1786.